# Болоньєтта
Болоньєтта (італ. Bolognetta, сиц. Bulugnetta) — муніципалітет в Італії, у регіоні Сицилія, метрополійне місто Палермо.
Болоньєтта розташована на відстані близько 450 км на південь від Рима, 19 км на південний схід від Палермо.
Населення — 4178 осіб (2014).

## Демографія
Населення за роками:

Станом на 1 січня 2023 року в муніципалітеті офіційно проживало 68 іноземців з 17 країн, серед них 19 громадян країн Євросоюзу та 1 громадянин України.

## Сусідні муніципалітети
- Баучина
- Кастельдачча
- Маринео
- Мізільмері
- Вентімілья-ді-Січилія
- Віллафраті